# Marlène Prat
Pas d'image ? Cliquez ici
Marlène Prat, née le 22 mai 1999, est une grimpeuse française en handi-escalade catégorie RP2,.

## Palmarès
Médaillée de bronze aux Championnats de France handi-escalade en 2018 à Arnas, elle a gagné la médaille de bronze à l'étape de la coupe du monde 2018 à Briançon et a remporté la médaille d'argent aux Championnats du monde d'escalade 2018 à Innsbruck.